# 消耗战 (博弈论)
消耗战（英語：war of attrition），又称摩擦战、持久战，是一种加入了时间因素的博弈。在摩擦战中，两名参与者会为了一定的利益而进行斗争，他们中最先放弃的将会一无所有，坚持到最后的则会获得战利品，如果同时放弃则统统什么都得不到。但是随着时间的进行，双方都得为继续斗争而付出额外的代价。当其中一方在第一回合就放弃，而对方选择斗争时可构成纳什均衡。